# 比热 (地区)
比热（法語：Bugey，發音：[byʒɛ]）是法国地理和历史上一个的传统地区，主要位于安省，地处里昂和日内瓦之间。比热与布雷斯、勒韦尔蒙、栋布、索恩河谷、科蒂耶尔和热克斯地区共为安省的七个传统地区。比热东部主要由汝拉山脉的南端组成。比热分为两个子区域：上比热和下比热。